# Roxy Coss
Roxy Coss es una saxofonista compositora que vive en Nueva York, ganadora del Premio Herb Alpert de la ASCAP para jóvenes compositores de jazz, y ha atraído la atención de las principales revistas y organizaciones del género musical. 
Además ha grabado diversos álbumes y ha realizado giras internacionales.

## Background
Originaria de Seattle, Coss es una de las pocas líderes de bandas de jazz. Su inicio como música fue a edad temprana, pues a los seis o siete años ya tocaba el piano y componía música. A los nueve años aprendió a tocar el saxofón y participó en el concurso de composición "Reflections", resultando la tercera clasificada. 
En 2015, participó como docente en el New York Summer Music Festival. 2016 Marcó el tercer año consecutivo en el que las votaciones de la crítica de la prestigiosa revista Downbeat la incluyó entre la lista de artistas emergentes en la categoría de saxofonista soprano.

## Carrera
Coss consiguió tocar con los Titanes de Clark Terry en una sesión en2005. 
En noviembre de ese año tocó con el quinteto de  Jeremy Pelt durante un fin de semana en "Smoke" en el 2751 de Broadway. En 2016 lanzó su primer álbum, Restless Idealism, con diez pistas originales acompañada a la guitarra por Alex Wintz, Chris Pattishall al piano, Dezron Douglas al bajo, y Willie Jones III a la batería.
En octubre de 2016 en el festival de jazz del  Lago George intervino como solista en la canción "Nuthin'" interpretada por la DIVA Jazz Orchestra. Also that year she won the 2016 ASCAP Herb Alpert Young Jazz Composer Award. Su álbum Restless Idealism alcanzó el séptimo puesto en Jazzweek, la lista de éxitos de jazz en Estados Unidos.
Aparece junto a la James Mustafa Jazz Orchestra en el Melbourne Big Band Festival en Victoria el 12 de febrero de 2017.
El 31 de marzo de 2017 aparece su álbum  Chasing The Unicorn, que fue lanzado por la discográfica Posi-Tone Records.